# C형 간염 바이러스

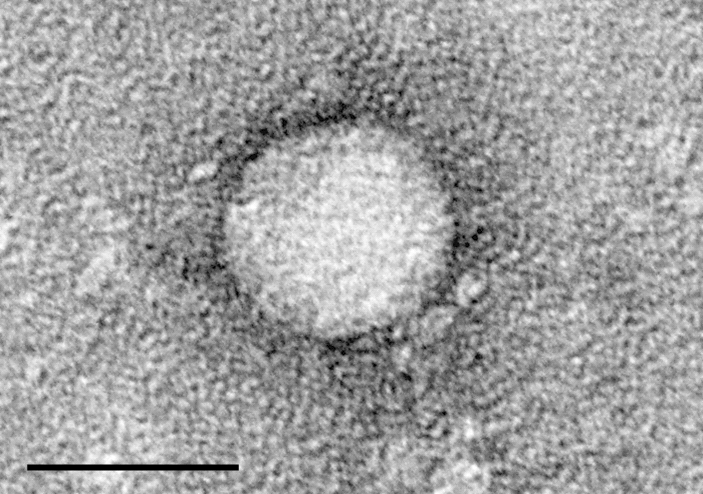
C형 간염 바이러스의 전자현미경 사진.

C형 간염 바이러스(Hepatitis C virus, HCV)는 크기가 작은(55~65 nm)의 막이 있는 양성 단가닥 RNA 바이러스의 하나로, 플라비바이러스과에 속한다. C형 간염 바이러스는 C형 간염, 그리고 간암(간세포암, HCC)과 림프종의 병인이 된다.

## 구조

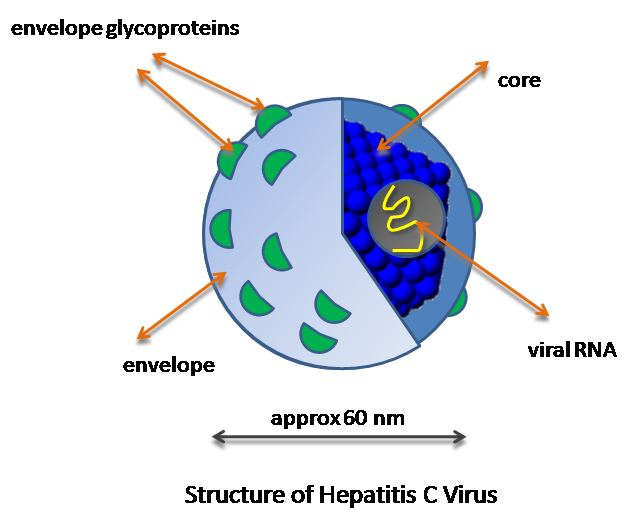
C형 간염 바이러스 입자 구조를 단순화한 그림.

## 게놈

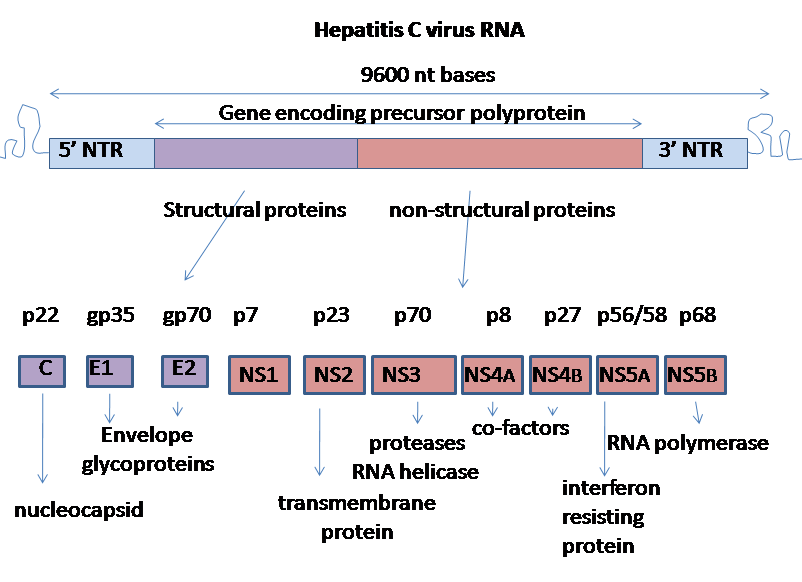
C형 간염 바이러스의 게놈 구조.

## 복제

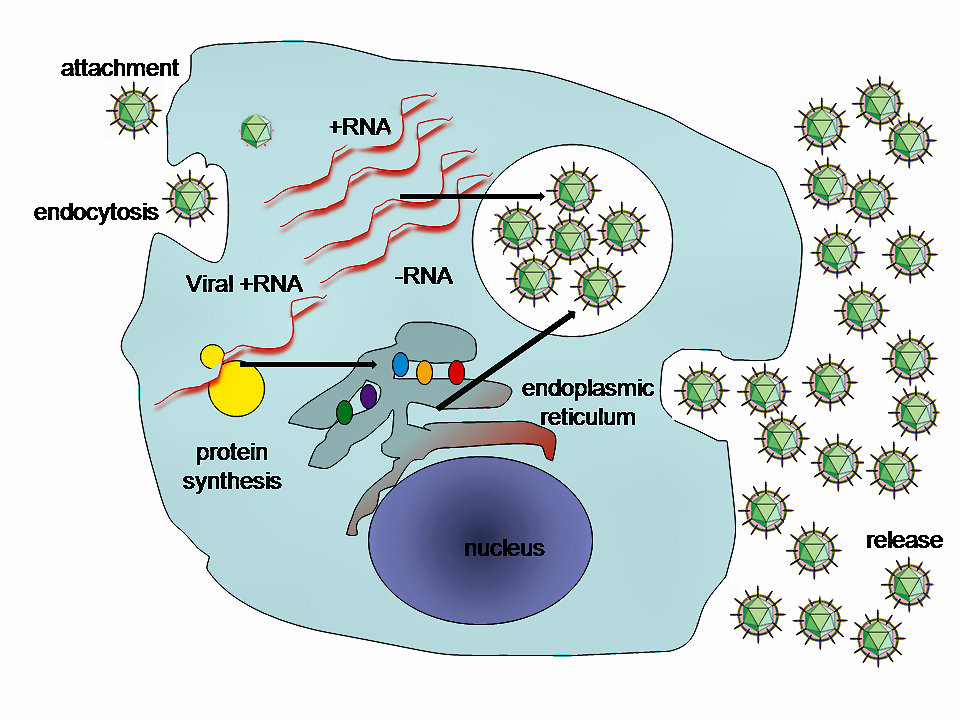
HCV 복제 주기를 단순화한 그림.

## 백신
A형과 B형 간염과 달리 C형 간염을 예방할 백신은 현재 존재하지 않는다.

## 같이 보기
- 종양바이러스
- 성병